# Jesús Ignacio Santos Aguado
Jesús Ignacio Santos Aguado (León, 17 de enero de 1956) es un diplomático, médico e investigador científico español. Es Embajador de España en Líbano (desde 2022).

## Carrera diplomática
Tras obtener la licenciatura y el doctorado en Medicina y Cirugía en la Universidad Complutense de Madrid, ingresó en la carrera diplomática (1992). 
Inició su trayectoria profesional como médico de cabecera en España y en Guinea Ecuatorial. Posteriormente, como investigador —en el campo de la Biología molecular y de la Inmunología— trabajó en la Escuela de Medicina Perelman —Facultad de medicina de la Universidad de Pensilvania— y en el hospital Dana-Farber Cancer Institute (Escuela de Medicina de Harvard). De regreso a España, continuó su labor investigadora en la Fundación Jiménez Díaz y en el Consejo Superior de Investigaciones Científicas. Es miembro de la Cruz Roja Española.
Su carrera diplomática, le ha llevado a trabajar en las Embajadas de España en Costa de Marfil, Guinea Ecuatorial, Australia, Líbano y Grecia. Y en Madrid, ha sido: Subdirector General de Cooperación Horizontal y Multilateral en la Agencia Española de Cooperación Iinternacional para el Desarrollo además de Subdirector General de Países Candidatos.
Ha sido embajador de España en Guinea (2007); en Mauritania (2017), y Embajador en Misión Especial para la Crisis Internacional de la COVID 19 y la Salud Global del Ministerio de Asuntos Exteriores, Unión Europea y Cooperación.
Es el embajador de España en Líbano (desde 2022).